# Seiichi Suzuki
Seiichi Suzuki, född 1937, död 1974 i Gotemba, Japan var en japansk racerförare. 

## Racingkarriär
Suzuki inledde sin karriär inom roadracing, där han slutade åtta i 1962 års 50cc-klass. Efter det dök han aldrig mer upp inom VM-sammanhang, utan började tävla inom racing med bilar istället. Suzuki tävlade i den japanska sportvagnsserien Fuji Grand Champion Series, som enbart körde på Fuji Speedway. Han vann säsongsfinalen 1973, och inledde säsongen 1974 med en andraplats. I säsongens andra tävling låg Suzuki nia när han blev involverad i en masskrasch och körde in i flera stillastående bilar. Han avled av sina skador 37 år gammal.